# Islington Green School

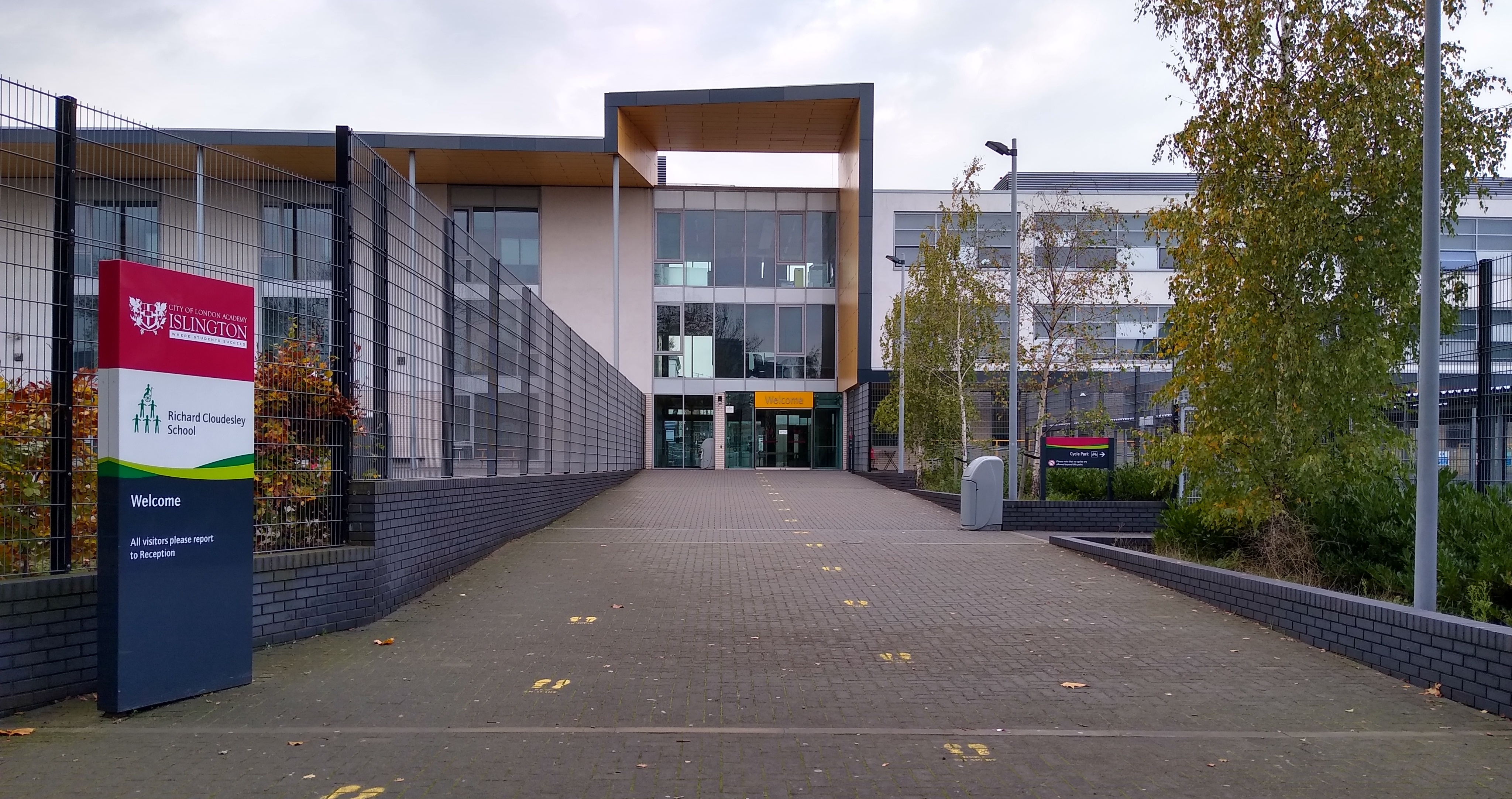
London Academy Islington

L'Islington Green School (ou IGS) est une école secondaire mixte. Elle est située dans le nord de Londres, dans la région d'Islington, et accueille des enfants de 11 à 16 ans. La chorale de l'école figure sur l'album The Wall de Pink Floyd (1979) dans la chanson Another Brick in the Wall (Part II).